# 신칸센 500계 900번대 전동차
신칸센 500계 900번대 전동차(일본어: 新幹線500系電車900番台) 또는 WIN350은 1992년에 서일본여객철도가 개발한 고속열차로 운용에 필요한 데이터를 수집하기 위해 만든 열차로 훗날 신칸센 500계 전동차의 원형이 되었다. WIN350의 명칭은 시속 350km/h를 운전하기 위한 서일본여객철도의 혁신적인 기술 개발(영어: West Japan Railway's In novation for the operation at 350km/h)의 약칭이다.

## 역사
1992년 4월에 최초로 하카타 종합 차량소에서 출고되었다.
같은 해 8월에 산요 신칸센 노선에 시속 345.8km/h로 역대 고속열차 중에서 최고 기록을 경신했다. 이후 신야마구치역에서 신시모노세키역간 시범 운행에서 350,4km/h를 경신하게 되었다.
1996년 5월 하카타 종합 차량소에 송별식과 동시에 운행이 종료되었다. 이후 500-906번대의 경우 하카타 종합 차량소에 전시하고 있다.

## 디자인
500-901번대부터 500-903번대까지 효고현에 위치한 가와사키 중공업에서 제작했다. 500-904번대부터 500-906번대까지 야마구치현에 위치한 히타치 제작소에 제작했다.
2대의 선두부의 경우 (500-901번대와 500-906번대) 디자인이 다른 편으로, 그 중 500-906번대의 경우 운전석 디자인이 다른 편이다. 또한 도장의 경우 보라색, 회색의 도장으로 구성되었다.
차축의 경우 3상 모터를 사용하여 모터가 장착되었고 동차의 경우 기울임 및 능동 정지가 장착되었다.
내부적으로 좌석의 경우 4단 밖에 없었다. 10열 기준으로 5개의 표준석이 5열 기준으로 4개의 그린샤로 구성되었다.

## 객차 구성
- 당시 6량 편성으로 운행했고 등록 차호는 W0호이다.[6]

| 호차 | 1       | 2       | 3       | 4       | 5       | 6       |
| ---- | ------- | ------- | ------- | ------- | ------- | ------- |
| 명칭 | M'1c    | M'1p    | M1      | M2      | M'2p    | M2c     |
| 번호 | 500-901 | 500-902 | 500-903 | 500-904 | 500-905 | 500-906 |

1호차, 2호차, 5호차의 경우 팬터그래프가 존재했다.

## 사진

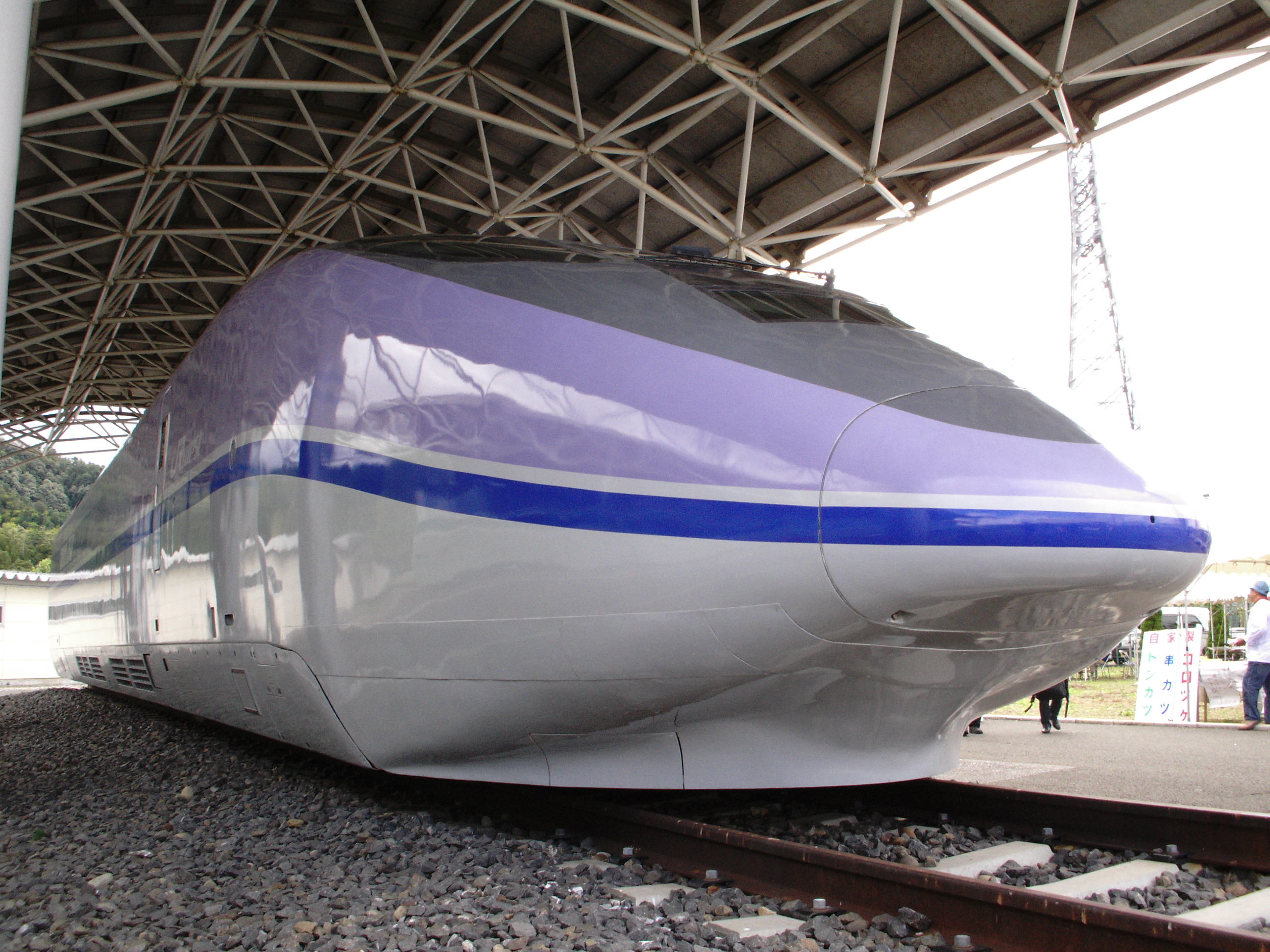
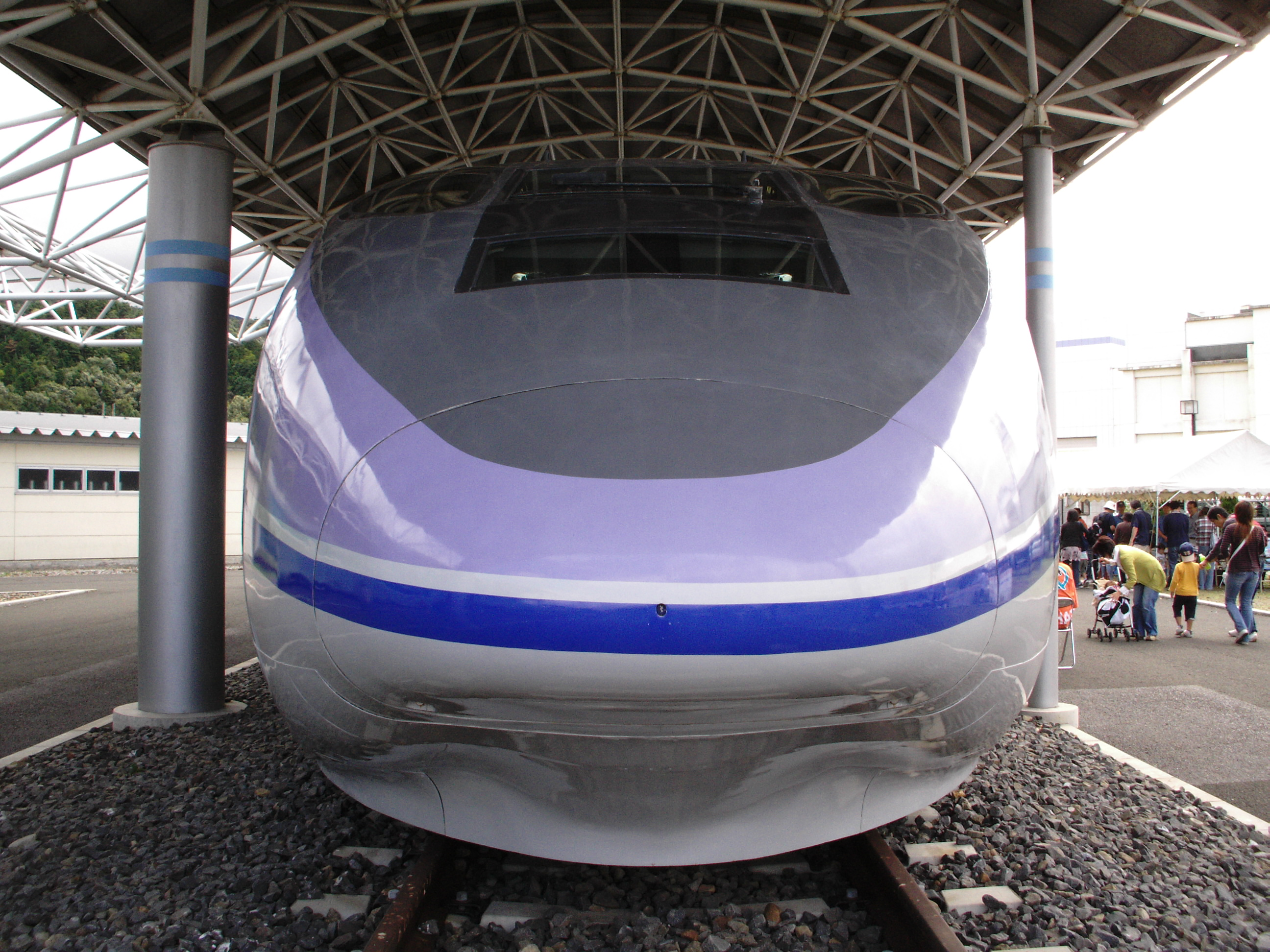
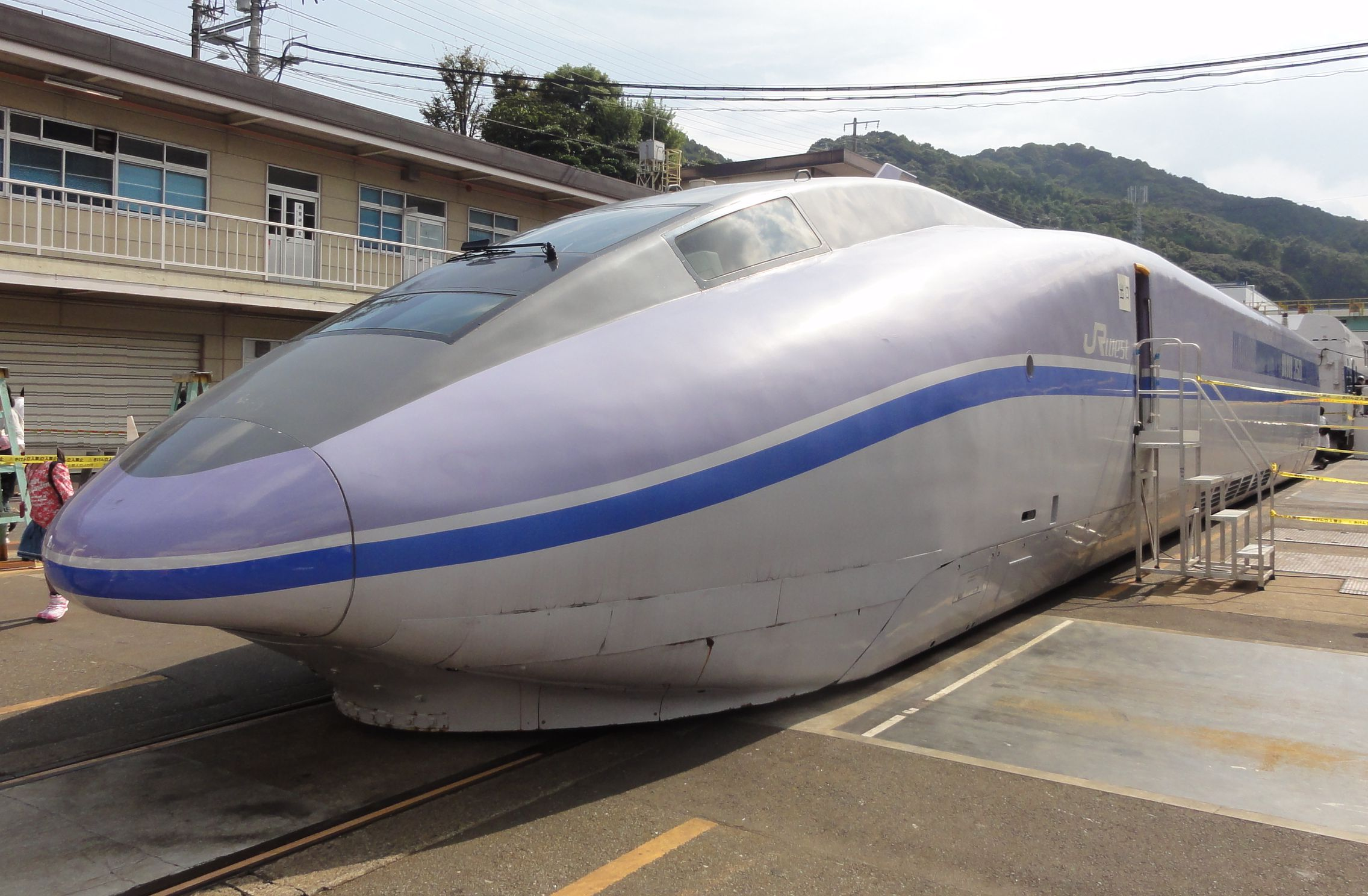
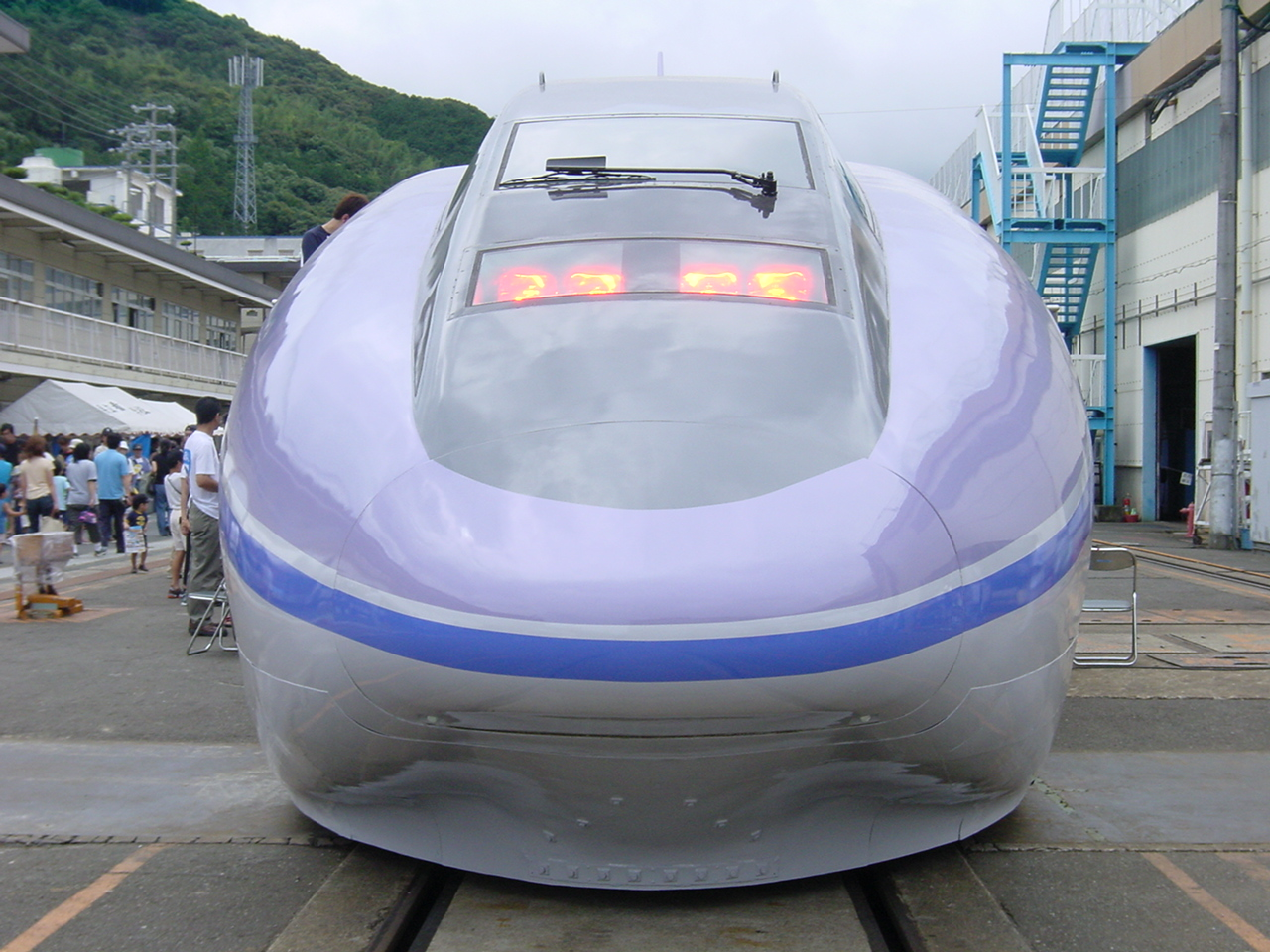
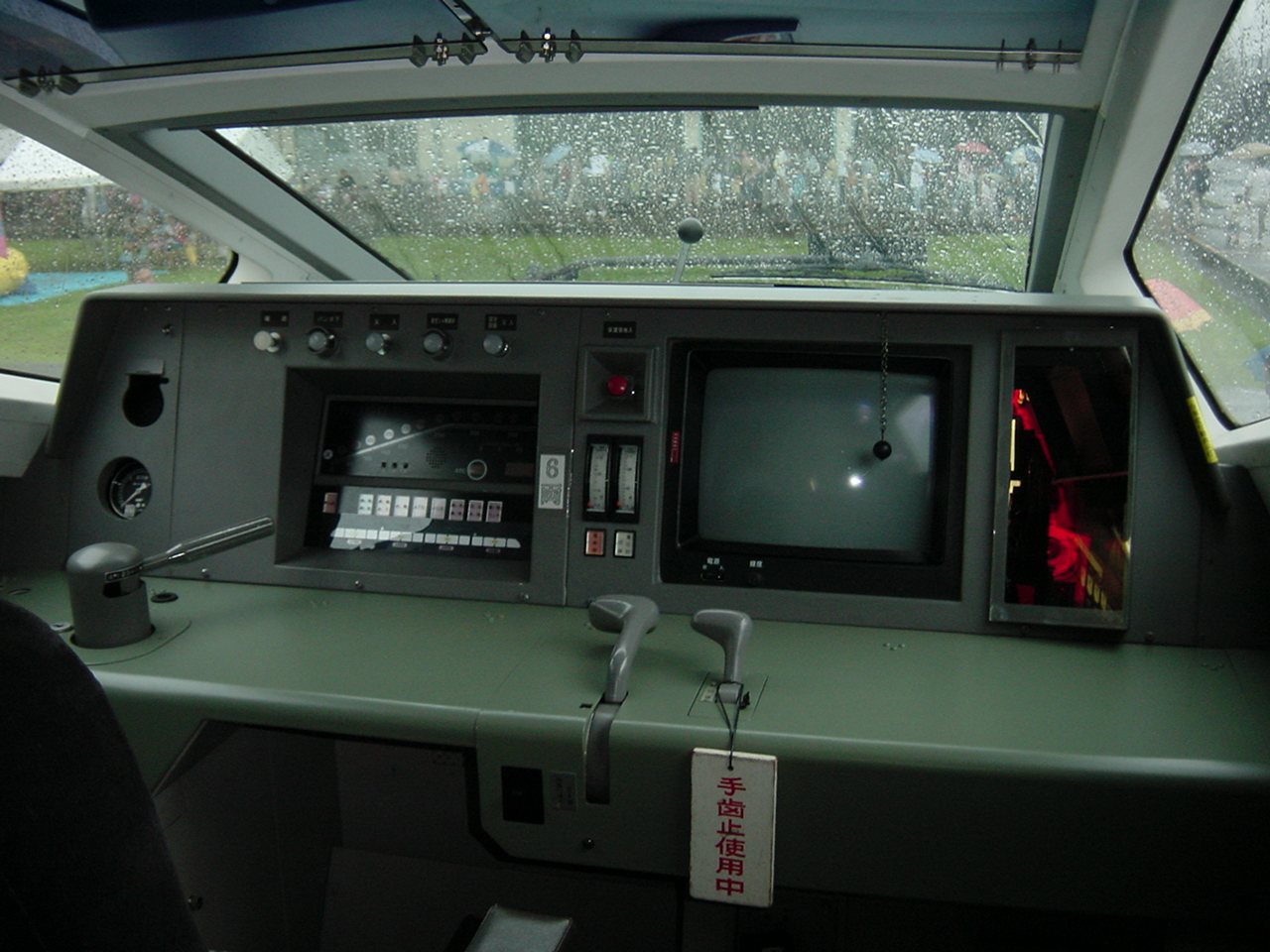
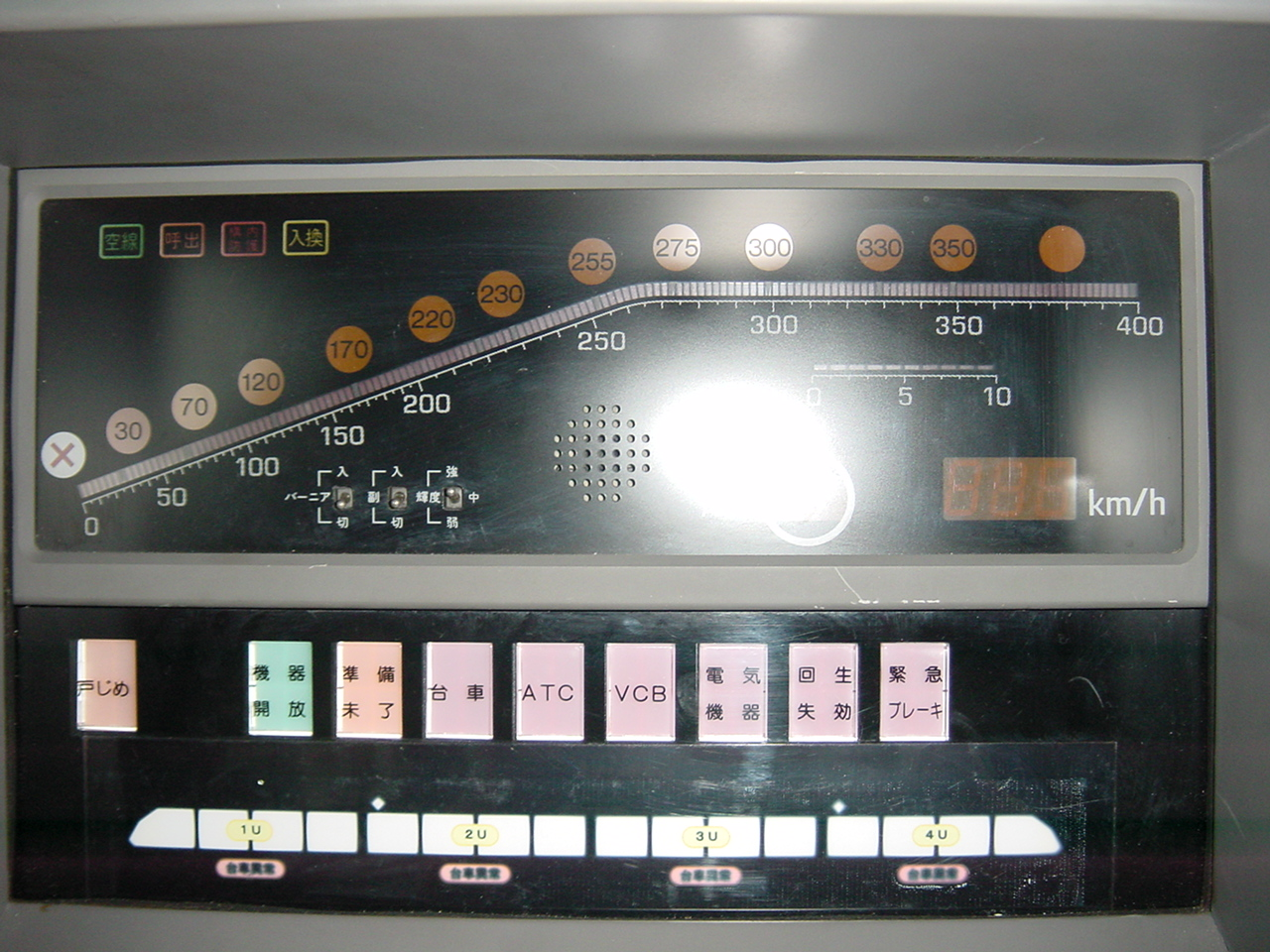
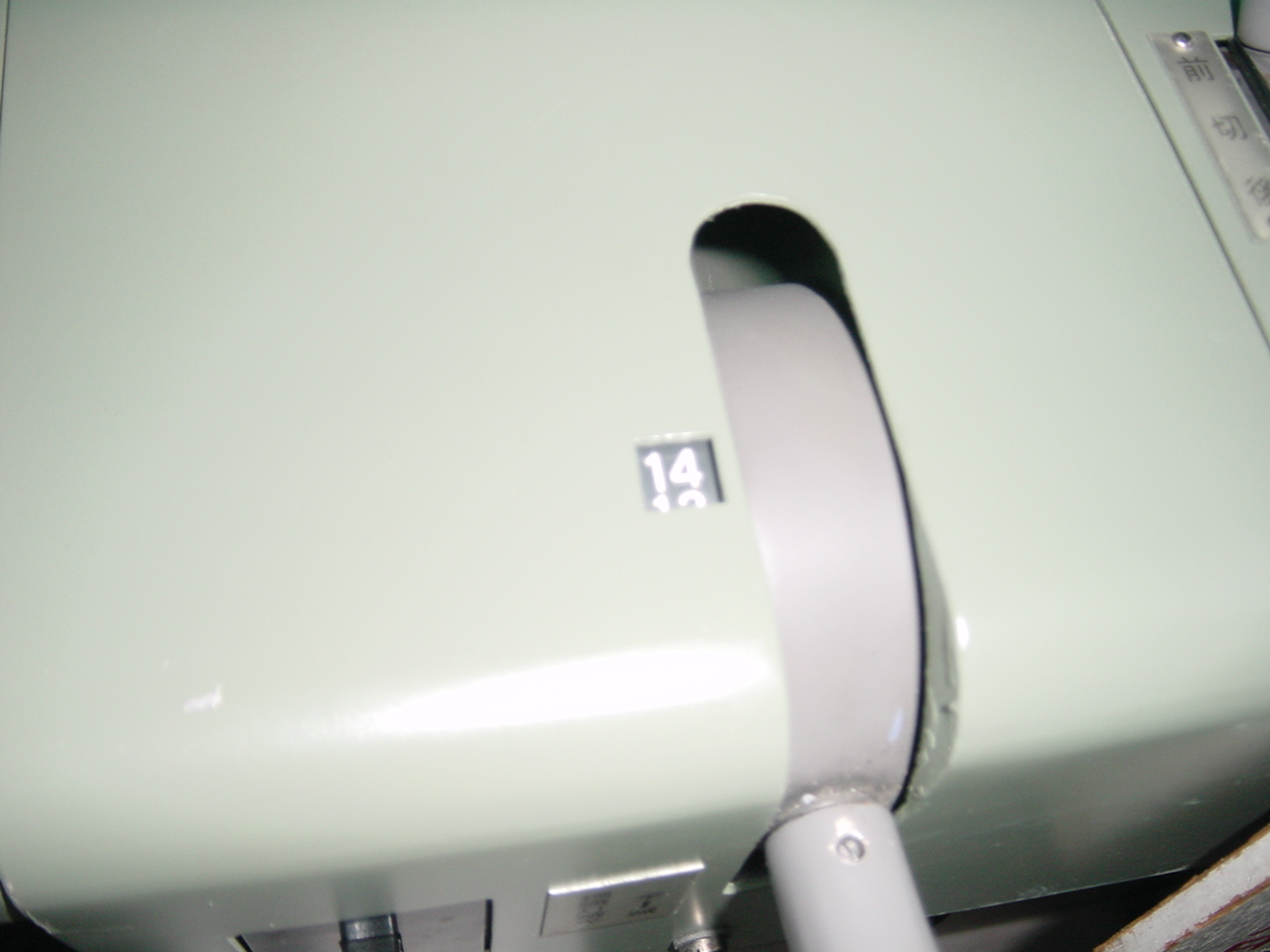

## 보존 및 전시 차량
- 500-901
시가현 마이바라시에 위치한 철도 종합 기술 연구소에서 보존하고 있다.
- 500-906
후쿠오카현 가스가시에 위치한 하카타 종합 차량소에서 보존하고 있다.

## 같이 보기
- 신칸센 500계 전동차